# District de Bajaur
Le district de Bajaur (en ourdou : ضِلع باجوڑ) est une subdivision administrative de la province de Khyber Pakhtunkhwa au Pakistan. Il était intégré aux régions tribales jusqu'à leur fusion avec la province en 2018 et était auparavant appelé agence de Bajaur.
La capitale administrative de la subdivision est Khar. La population essentiellement constituée de tribus pachtounes compte 1,3 million d'habitants en 2023. La zone est quasiment exclusivement rurale et peu développée.
Bajaur est frontalier avec la province afghane de Kounar. C'est une zone stratégique dans la lutte contre les talibans et un fief des talibans pakistanais. L'armée pakistanaise y a mené une vaste offensive en 2008-2009, dans le cadre de l'insurrection islamiste au Pakistan.

## Histoire

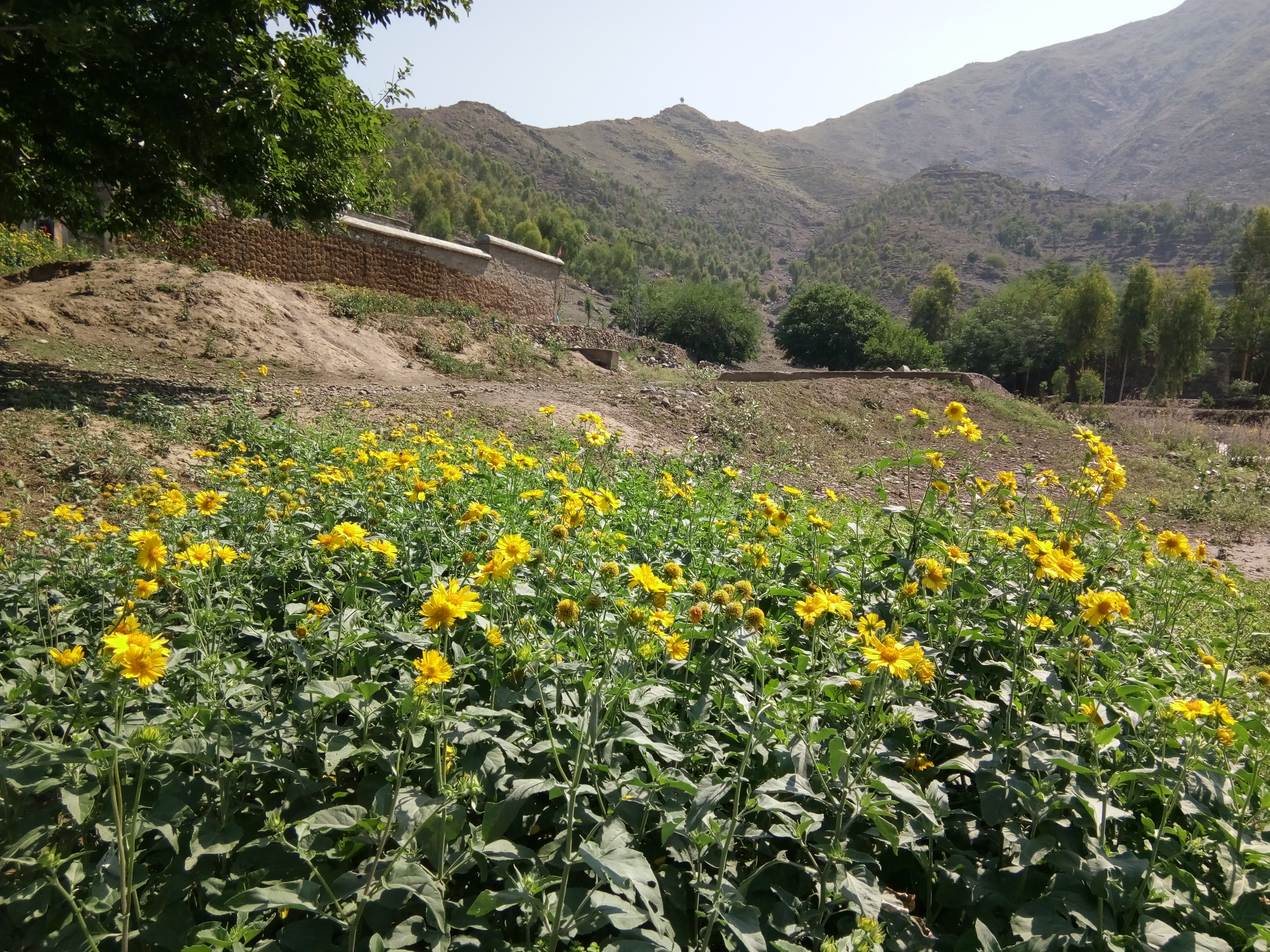
Paysage du district.

Bajaur a été sous la domination de plusieurs puissances au cours de l'histoire, notamment l'Empire timouride puis l'Empire moghol. Assimilé en 1858 au Raj britannique, Bajaur est une zone stratégique face à l'Afghanistan.
En 1947, Bajaur est intégré au Pakistan à la suite de la partition des Indes, bien que la zone ait longtemps soutenu le mouvement Khudai Khidmatgar qui s'était opposé au mouvement pour le Pakistan. À l'instar du reste des régions tribales, Bajaur est difficilement contrôlé par le pouvoir pakistanais et nourrit un sentiment de défiance envers les autorités. Le régime juridique en place laisse d'un côté une autonomie aux assemblées tribales qui dominent Bajaur, mais les habitants sont privés de nombreux droits dont bénéficient les autres Pakistanais et la zone est directement administrée par le pouvoir central.
Ce régime juridique est officiellement aboli en mai 2018 et Bajaur est intégré à la province voisine de Khyber Pakhtunkhwa. Cette décision longtemps demandée par la population est saluée alors que les habitants espèrent le développement de la région et l'accès à des services publics de base. Le 15 mars 2019, le Premier ministre Imran Khan prononce un discours à Bajaur, le premier dans les régions tribales depuis les années 1970.

## Insurrection islamiste
Dans le cadre de l’insurrection islamiste du Nord-Ouest qui touche le Pakistan depuis 2002, l'agence de Bajaur est particulièrement atteinte par les combats. Durant l'été 2008, l'armée pakistanaise lance des opérations à Bajaur contre divers groupes armés, dans surtout le Tehrik-e-Taliban Pakistan. L'offensive prend officiellement fin en février 2009.

## Démographie

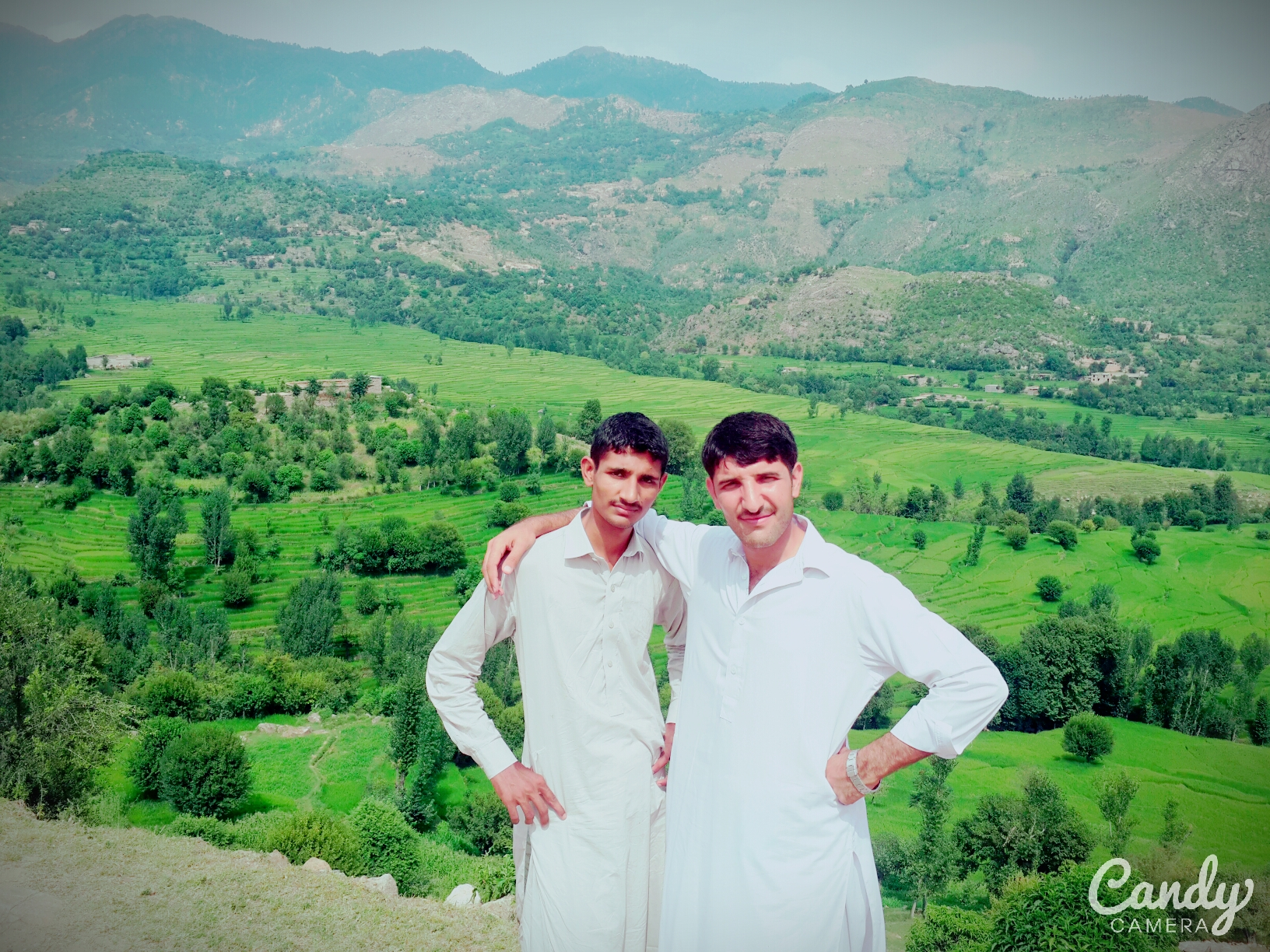
Hommes du district.

Lors du recensement de 1998, la population de l'agence a été évaluée à 595 227 personnes. Elle est intégralement rurale. Le recensement suivant mené en 2017 pointe une population de 1 093 684 habitants, soit une croissance annuelle de 3,25 %, supérieure aux moyennes provinciale et nationale de 2,89 % et 2,4 % respectivement.
D'après le recensement de 2023, la population atteint 1 287 960 habitants. Signe de la vitalité démographique de Bajaur, 18,5 % de la population est âgée de moins de cinq ans, contre 15,6 % pour la province et 15,2 % pour le pays.
La population du district est majoritairement d'ethnie Pachtoune et la langue la plus parlée est le pachto, à hauteur de 99,8 % des habitants en 2023, comme pour la majorité de la province. Elle est sous l'autorité de tribus, dont les trois principales sont : Utman Khel, Tarkalanri, et Mamund.
Plus de 99 % des habitants du district sont musulmans en 2023. Pour les minorités, on compte quelque 3 000 chrétiens et seulement 50 hindous.

## Administration

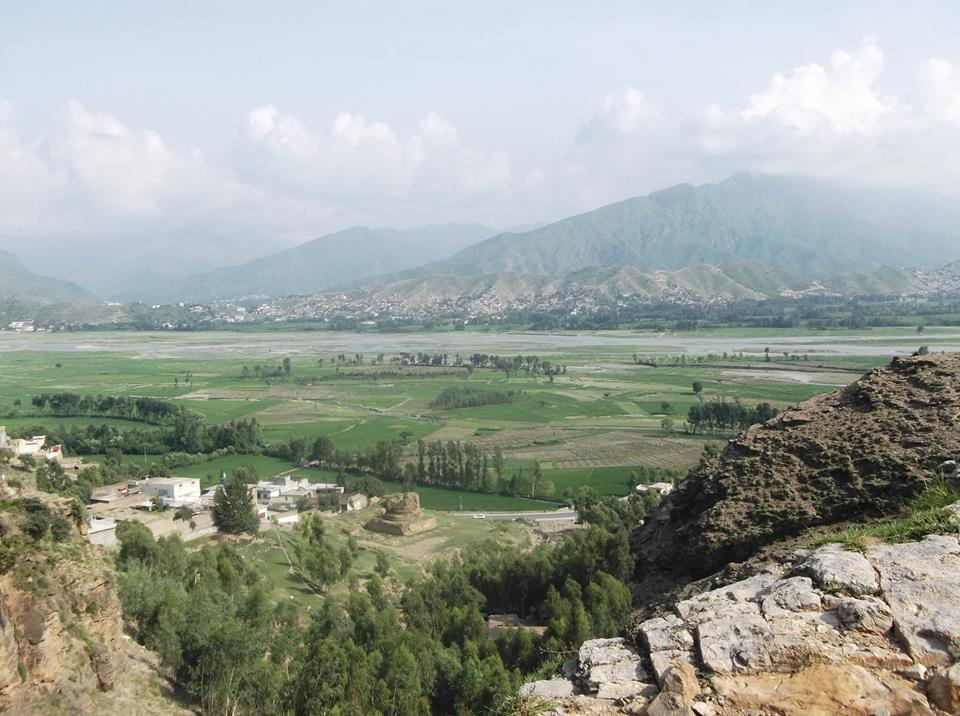
Paysage de Nawagai, dans le district de Bajaur.

Le district est divisé en sept tehsils ainsi que 127 Union Councils.
| Tehsil          | Population (rec. 2023) |
| --------------- | ---------------------- |
| Bar Chamer Kand | 3 574                  |
| Barang          | 90 082                 |
| Khar Bajaur     | 301 778                |
| Mamund          | 358 190                |
| Nawagai         | 93 850                 |
| Salarzai        | 316 767                |
| Utman Khel      | 123 719                |

Le chef-lieu du district compte 12 600 habitants, sans toutefois être considéré comme une zone urbaine.
| Ville | Population (rec. 2017) |
| ----- | ---------------------- |
| Khar  | 12 600                 |

## Économie et éducation

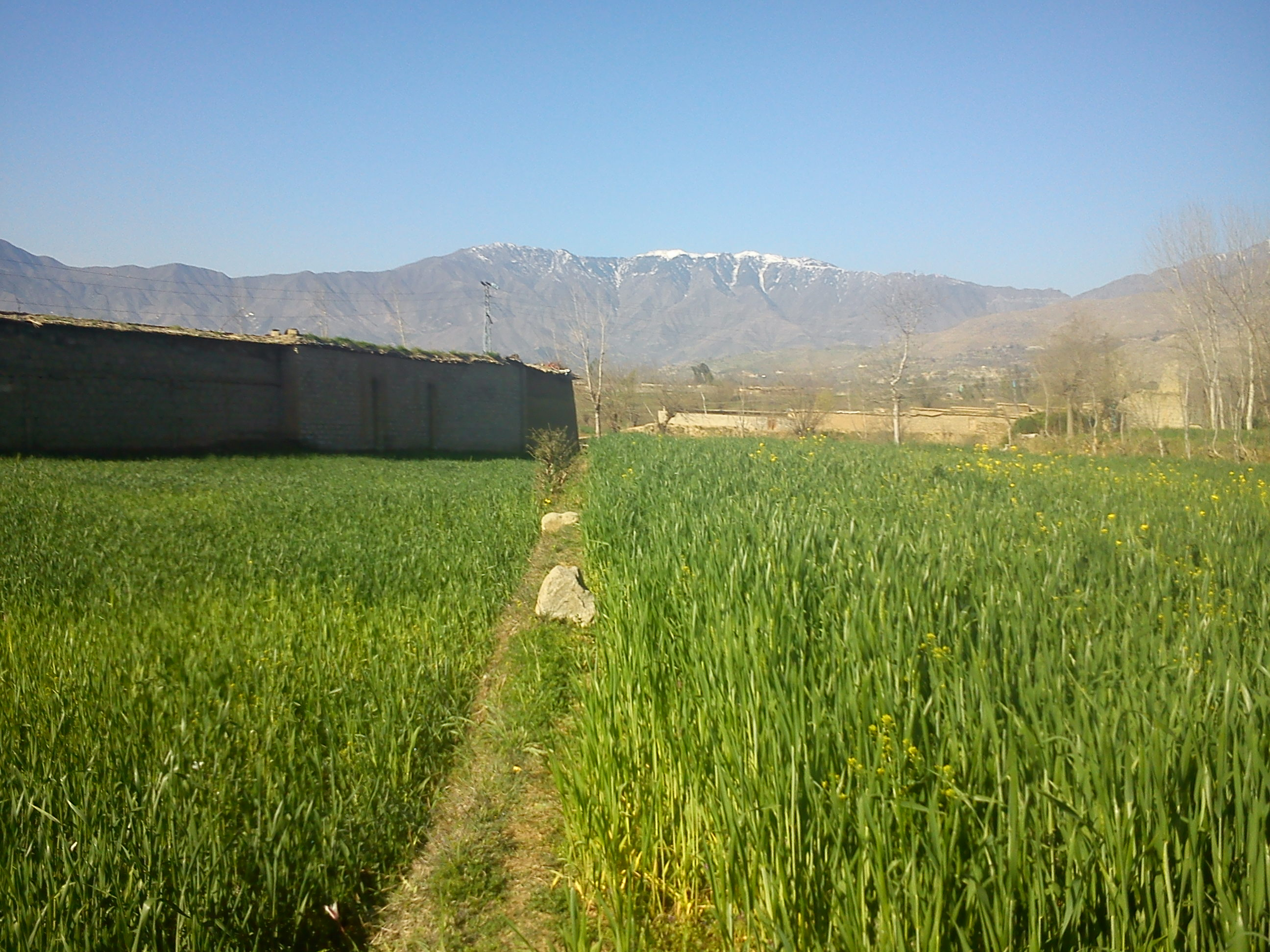
Cultures dans le district.

Le district de Bajaur est très reculé, peu doté en infrastructure et service public ainsi que mal desservi par les voies de transport. À la suite de l'intégration de Bajaur à la province de Khyber Pakhtunkhwa en 2018, la population espère une hausse des investissements publics. En 2019, le gouvernement annonce un plan de dix ans pour développer les infrastructures, notamment dans le but de permettre un accès au réseau téléphonique.

## Éducation
Seuls 22 % des enfants de Bajaur sont scolarisés en 2014. Selon un classement national sur la qualité de l'éducation, le district se trouve parmi les moins bien dotés du pays, avec une note de 23 sur 100 et une égalité entre filles et garçons de 43 %. Il est classé dernier sur les 141 districts au niveau des résultats scolaires et 131e sur 155 au niveau de la qualité des infrastructures des établissements du primaire.
Selon le recensement de 2017, l'alphabétisation s'établit à 30 %, dont 49 % pour les hommes et 11 % pour les femmes. Cette année, 48 % des enfants de 10 à 14 ans sont scolarisés, dont 69 % des garçons et seulement 23 % des filles. En 2023, l'alphabétisation est évaluée différemment, et s'établit alors à 26 %, dont 40 % pour les hommes et 12 % pour les femmes.

## Politique
À la suite de la réforme électorale de 2018, le district est représenté par les deux circonscriptions no 40 et 41 à l'Assemblée nationale. Quand il était intégré aux régions tribales avant 2018, les candidats aux élections étaient interdits de se présenter sous l'étiquette d'un parti politique sous l'effet du régime dérogatoire du droit commun alors en vigueur. Lors des élections législatives de 2018, le district ne compte pas encore de circonscription à l'Assemblée provinciale de Khyber Pakhtunkhwa, malgré son intégration récente à cette dernière province. Par ailleurs, il est à cette occasion largement remporté par le Mouvement du Pakistan pour la justice.
| Parti                                       | Voix    | %       | Élus nationaux |
| ------------------------------------------- | ------- | ------- | -------------- |
| Mouvement du Pakistan pour la justice       | 57 450  | 29,89 % | 2              |
| Parti national Awami                        | 19 210  | 10,00 % | 0              |
| Parti du peuple pakistanais                 | 17 087  | 8,89 %  | 0              |
| Muttahida Majlis-e-Amal                     | 11 511  | 5,99 %  | 0              |
| Autres partis                               | 1 265   | 0,66 %  | 0              |
| Indépendants                                | 85 661  | 44,57 % | 0              |
| Total exprimés (participation : 39,58 %)    | 192 184 | 100 %   | 2              |
| Source : Commission électorale du Pakistan, |         |         |                |